# Keikyū-Flughafenlinie
| Bahnhof unter den Terminals 1 und 2 des Flughafens Haneda |                      |                                    |                             |
| Streckenlänge: | 6,5 km               |                                    |                             |
| Spurweite: | 1435 mm (Normalspur) |                                    |                             |
| Stromsystem: | 1500 V =             |                                    |                             |
| Streckengeschwindigkeit: | 110 km/h             |                                    |                             |
| Zweigleisigkeit: | ganze Strecke        |                                    |                             |
| |                      |                                    |                             |
| Gesellschaft: | Keikyū               |                                    |                             |
| \| \| \| Keikyū-Hauptlinie 1901– \| \| \| \| 0,0 \| Keikyū Kamata (京急蒲田) \| 1901– \| \| \| 0,9 \| Kōjiya (糀谷) \| 1902– \| \| \| \| \| \| \| \| \| \| \| \| \| 1,9 \| Ōtorii (大鳥居) \| 1902– \| \| \| \| \| \| \| \| \| Keibajō-mae (競馬場前) \| \| \| \| \| Yokohane-Autobahn \| \| \| \| 2.6 \| Anamori-inari (穴守稲荷) \| 1902– \| \| \| \| \| \| \| \| 2,9 \| Inaribashi (稲荷橋) \| 1914–1945 \| \| \| 3,1 \| Haneda-kūkō (羽田空港) \| 1956–1991 \| \| \| \| Ebitori-kawa \| \| \| \| \| Tōkaidō-Güterlinie \| \| \| \| \| Tōkyō Monorail \| 1964–1993 \| \| \| 3,3 \| Tenkūbashi (天空橋) Tōkyō Monorail \| 1993– \| \| \| 3,9 \| Anamori (穴守) \| 1913–1945 \| \| \| \| \| \| \| \| 4,5 \| Haneda Airport Terminal 3 \| Haneda Airport Terminal 3 \| \| \| \| (羽田空港第3ターミナル) \| 2010– \| \| \| \| \| \| \| \| \| Haneda Airport Terminal 1 \| \| \| \| 6,5 \| Haneda Airport Terminal 1·2 \| Haneda Airport Terminal 1·2 \| \| \| \| (羽田空港第1・第2ターミナル) \| 1998– \| \| \| \| Haneda Airport Terminal 2 \| \| |                      |                                    |                             |
| |                      | Keikyū-Hauptlinie 1901–            |                             |
| Abzweig quer und von links · Bahnhof quer | 0,0                  | Keikyū Kamata (京急蒲田)           | 1901–                       |
| Haltepunkt / Haltestelle | 0,9                  | Kōjiya (糀谷)                      | 1902–                       |
| Strecke Ende Hochstrecke |                      |                                    |                             |
| Tunnelanfang |                      |                                    |                             |
| Haltepunkt / Haltestelle (im Tunnel) | 1,9                  | Ōtorii (大鳥居)                    | 1902–                       |
| Tunnelende |                      |                                    |                             |
| ehemaliger Haltepunkt / Haltestelle |                      | Keibajō-mae (競馬場前)             | Keibajō-mae (競馬場前)      |
| |                      | Yokohane-Autobahn                  |                             |
| Haltepunkt / Haltestelle | 2.6                  | Anamori-inari (穴守稲荷)           | 1902–                       |
| |                      |                                    |                             |
| Tunnelanfang · Haltepunkt / Haltestelle (Strecke außer Betrieb) | 2,9                  | Inaribashi (稲荷橋)                | 1914–1945                   |
| Strecke (im Tunnel) · Haltepunkt / Haltestelle (Strecke außer Betrieb) | 3,1                  | Haneda-kūkō (羽田空港)             | 1956–1991                   |
| Brücke über Wasserlauf (Strecke außer Betrieb) |                      | Ebitori-kawa                       | Ebitori-kawa                |
| Strecke quer (im Tunnel) · Kreuzung mit Tunnelstrecke und geradeaus oben (im Tunnel) · Kreuzung mit Tunnelstrecke (Strecke geradeaus außer Betrieb) |                      | Tōkaidō-Güterlinie                 | Tōkaidō-Güterlinie          |
| U-Bahn-Strecke von links (außer Betrieb) (im Tunnel) · Kreuzung mit Tunnelstrecke und geradeaus unten (im Tunnel) · Kreuzung mit U-Bahn mit Tunnelstrecke (Strecken außer Betrieb) |                      | Tōkyō Monorail                     | 1964–1993                   |
| U-Bahn-Abzweig ehemals geradeaus und von links (im Tunnel) · Turmbahnhof mit U-Bahn mit Tunnelstrecke · Kreuzung mit U-Bahn mit Tunnelstrecke (Strecke geradeaus außer Betrieb) | 3,3                  | Tenkūbashi (天空橋) Tōkyō Monorail | 1993–                       |
| U-Bahn-Tunnelende · Strecke (im Tunnel) · Kopfbahnhof Streckenende (Strecke außer Betrieb) | 3,9                  | Anamori (穴守)                     | 1913–1945                   |
| U-Bahn-Strecke von links (außer Betrieb) · U-Bahn-Abzweig geradeaus und ehemals nach rechts · Strecke (im Tunnel) |                      |                                    |                             |
| U-Bahn-Strecke (außer Betrieb) · U-Bahn-Bahnhof · Bahnhof (im Tunnel) | 4,5                  | Haneda Airport Terminal 3          | Haneda Airport Terminal 3   |
| U-Bahn-Abzweig ehemals geradeaus und von links · U-Bahn-Strecke nach rechts · Strecke (im Tunnel) |                      | (羽田空港第3ターミナル)            | 2010–                       |
| U-Bahn-Tunnelanfang · Strecke (im Tunnel) |                      |                                    |                             |
| U-Bahn-Strecke nach links (im Tunnel) · U-Bahn-Bahnhof quer (im Tunnel) · Kreuzung mit Tunnelstrecke und geradeaus unten (im Tunnel) · U-Bahn-Strecke von rechts (im Tunnel) |                      | Haneda Airport Terminal 1          | Haneda Airport Terminal 1   |
| Kopfbahnhof Streckenende (im Tunnel) · U-Bahn-Strecke (im Tunnel) | 6,5                  | Haneda Airport Terminal 1·2        | Haneda Airport Terminal 1·2 |
| U-Bahn-Strecke (im Tunnel) |                      | (羽田空港第1・第2ターミナル)       | 1998–                       |
| U-Bahn-Kopfbahnhof Streckenanfang und quer (im Tunnel) · U-Bahn-Strecke nach rechts (im Tunnel) |                      | Haneda Airport Terminal 2          | Haneda Airport Terminal 2   |

Die Keikyū-Flughafenlinie (jap. 京急空港線, Keikyū Kūkō-sen) ist eine Eisenbahnstrecke auf der japanischen Insel Honshū, die von der Bahngesellschaft Keikyū betrieben wird. Sie verläuft gänzlich im Bezirk Ōta der Hauptstadt Tokio und dient in erster Linie als Zubringer von der Keikyū-Hauptlinie zum Flughafen Tokio-Haneda. Von besonderer Bedeutung sind die direkten Flughafenzüge vom und zum Stadtzentrum Tokios.

## Streckenbeschreibung
Die 6,5 km lange und durchgehend zweigleisig ausgebaute Strecke ist mit 1500 V Gleichspannung elektrifiziert und bedient sieben Bahnhöfe (einschließlich der beiden Endstationen), wovon vier unterirdisch sind. Sie ist in der Normalspur von 1435 mm verlegt, die in Japan — abgesehen vom Shinkansen-Hochgeschwindigkeitsnetz — selten vorkommt (üblich ist die Kapspur von 1067 mm). Die Höchstgeschwindigkeit beträgt 110 km/h.
Westlicher Ausgangspunkt ist der Bahnhof Keikyū Kamata, wo die Flughafenlinie auf die Keikyū-Hauptlinie trifft. Dort liegen die Gleise für die Einfahrtsrichtung Nord im zweiten Obergeschoss, für die Einfahrtsrichtung Süd im dritten Obergeschoss. Züge, die zwischen Yokohama und dem Flughafen verkehren machen dort einen Fahrtrichtungswechsel. Vom südwestwärts ausgerichteten Endbahnhof aus biegen die Gleise beider Geschosse in einer engen Kurve von 100 m Radius nach Südosten ab. Sie führen weiter auf einem Viadukt zum Bahnhof Kōjiya und anschließend auf einer steilen Rampe hinunter auf Bodenniveau. Der Präfekturstraße 311 folgend wendet sich die Strecke nach Osten und erreicht kurz darauf den Tunnelbahnhof Ōtorii unter einer vielbefahrenen Straßenkreuzung. Nach Passieren des oberirdischen Bahnhofs Anamori erreicht die Strecke den fast vier Kilometer langen Flughafentunnel, der den Fluss Ebitori und die Tōkaidō-Güterlinie unterquert. Im Tunnel, der zum Teil der Trasse der Tōkyō Monorail folgt, liegen drei weitere unterirdische Bahnhöfe: Tenkūbashi, Haneda Airport Terminal 3 und Haneda Airport Terminal 1·2.

## Züge
Das Zugangebot auf der Keikyū-Flughafenlinie ist sehr dicht. An allen Wochentagen verkehren tagsüber zwölf Züge und in der Tagesrandlage neun Züge je Stunde. Mit Ausnahme der morgendlichen Hauptverkehrszeit, während der einige Züge in Keikyū Kamata wenden, verkehren alle weiter auf der Keikyū-Hauptlinie in Richtung Shinagawa oder Yokohama. Die überwiegende Mehrzahl der Züge nach Shinagawa werden auf die Asakusa-Linie der U-Bahn Tokio durchgebunden. Auf diese Weise können umsteigefreie Verbindungen nach Oshiage oder weiter zum Flughafen Narita und nach Shibayama-Chiyoda angeboten werden. Beispielsweise gibt es von 9 bis 19 Uhr alle 40 Minuten einen Direktzug nach Narita.
Es wird zwischen drei Zuggattungen unterschieden:
- Der Airport Limited Express (jap. Eapōto Kaitoku; エアポート快特) ist ein direkter Schnellzug ohne Halt von den beiden Flughafenbahnhöfen bis Shinagawa.
- Der Airport Express (jap. Eapōto Kyūkō; エアポート急行) mit Halt an mehreren Zwischenbahnhöfen besitzt zwei verschiedene Laufwege: Entweder nach Shinagawa und weiter zur Asakusa-Linie oder über Yokohama und Kanazawa-hakkei nach Zushi-Hayama.
- Nahverkehrszüge (jap. Futsū; 普通) halten auf dem Weg nach Shinagawa an allen Bahnhöfen.

## Bilder

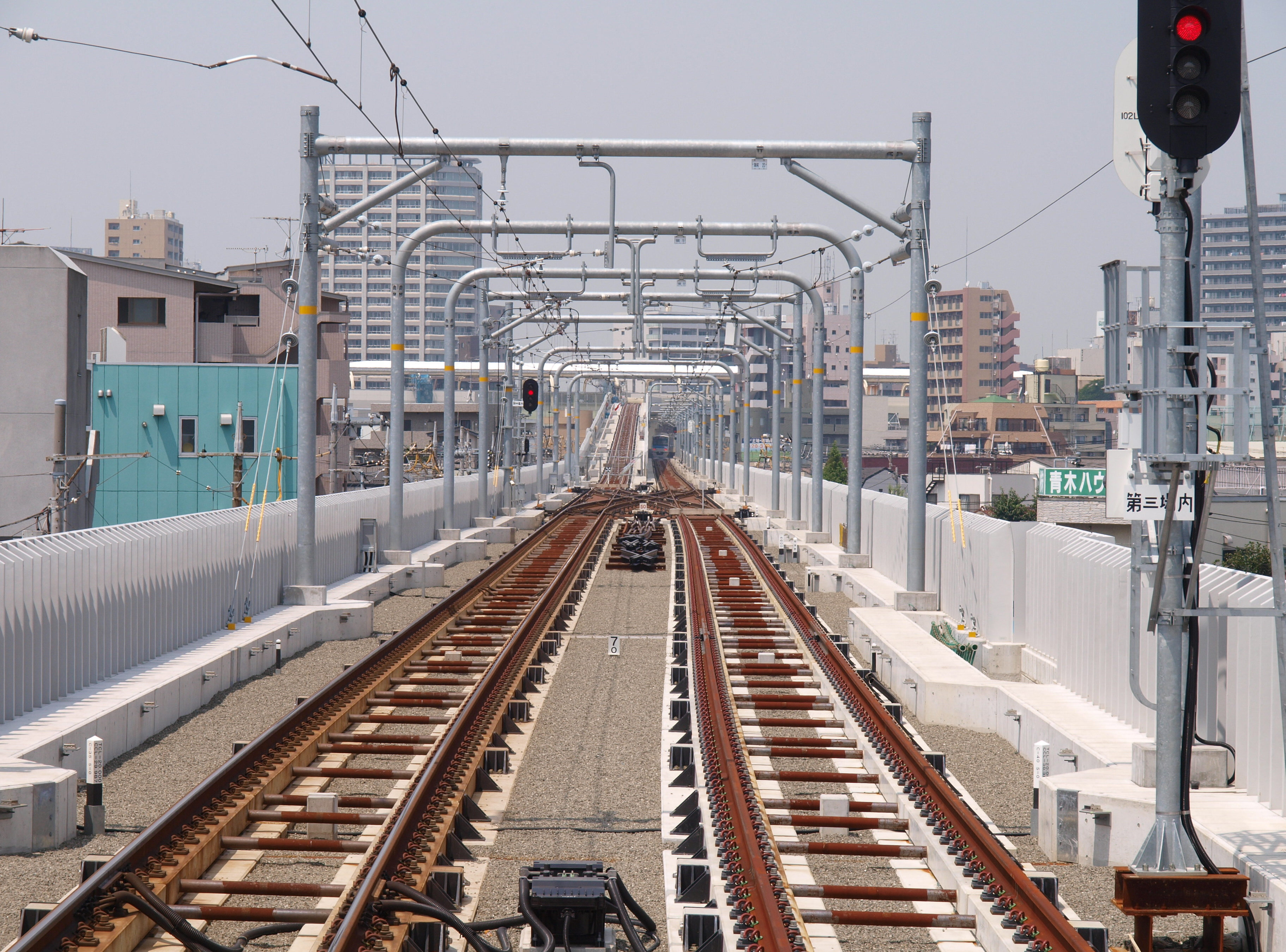
Blick vom Bahnhof Kōjiya in Richtung Keikyū Kamata
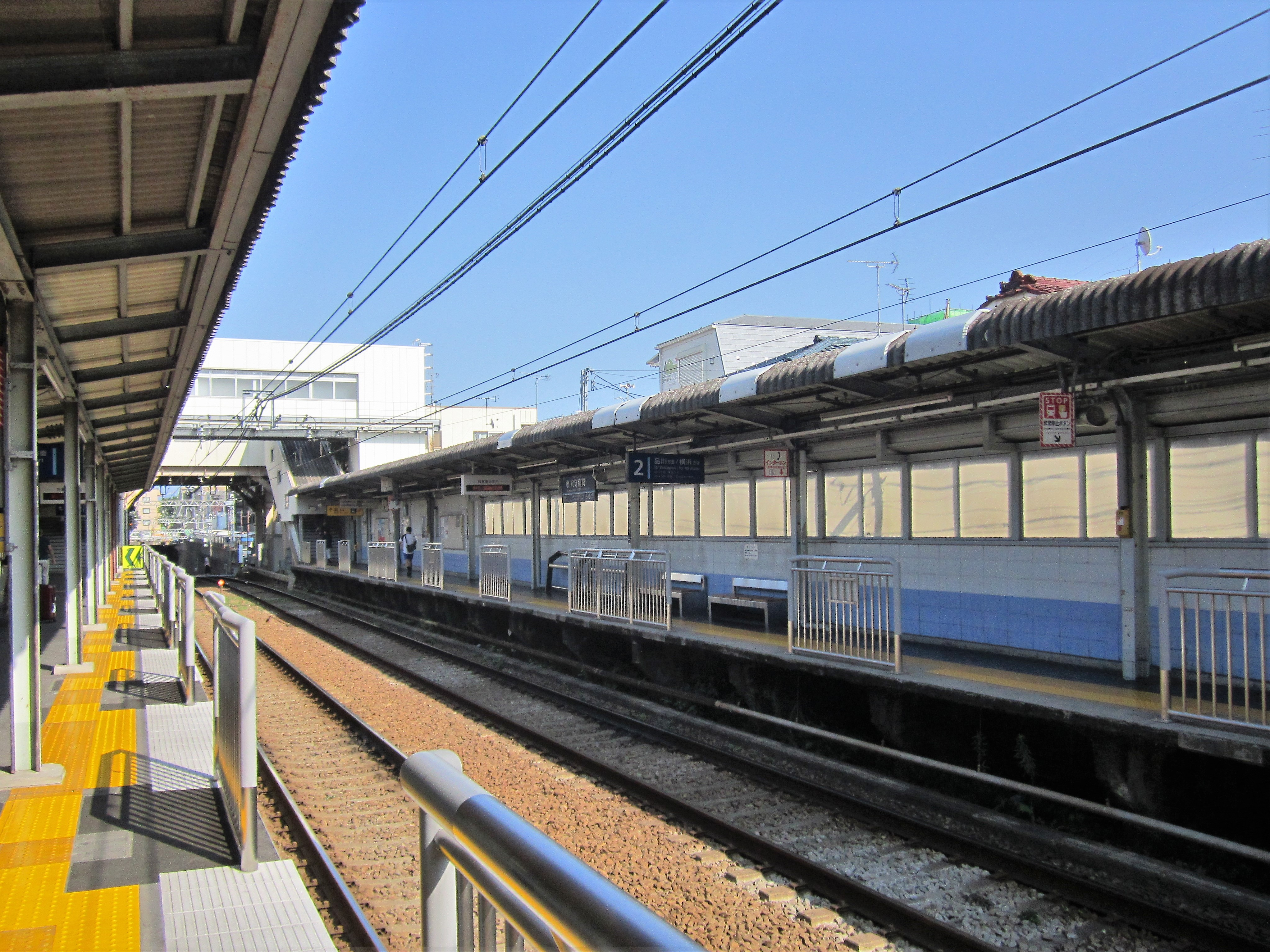
Bahnhof Anamori-inari
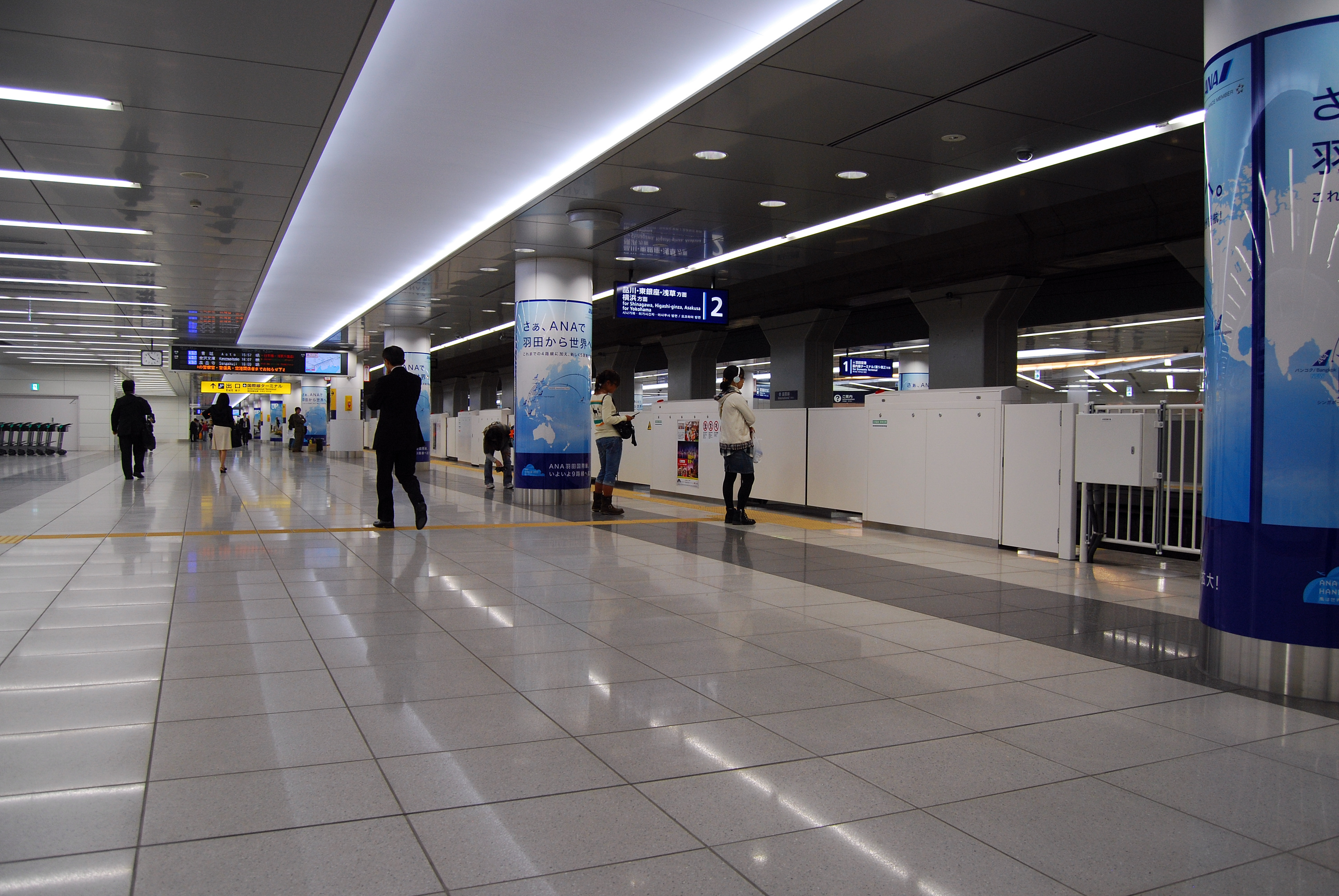
Bahnhof unter dem Terminal 3 des Flughafens Haneda

## Geschichte

### Lokale Zweigstrecke

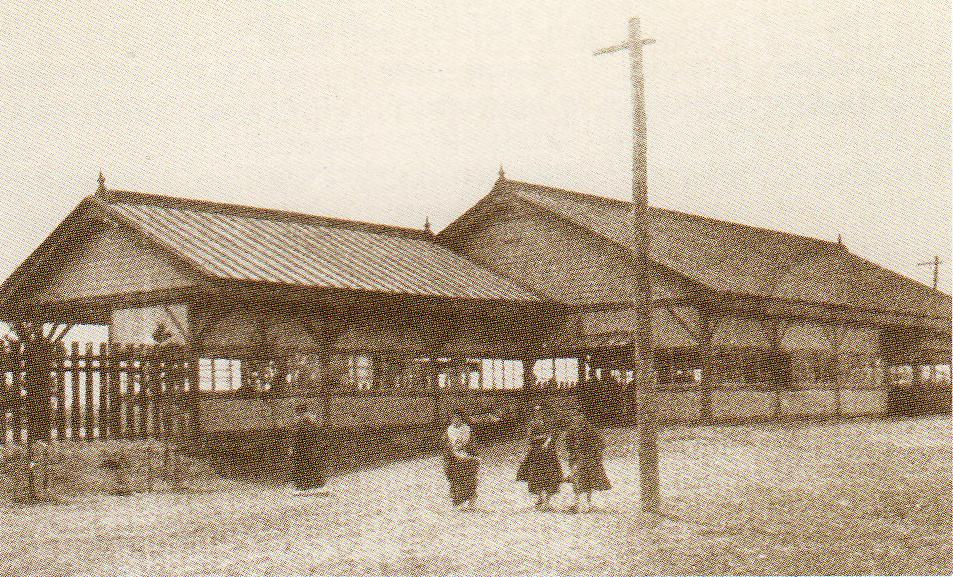
Bahnhof Anamori (1916)

Am 28. Juni 1902 eröffnete die Bahngesellschaft Keihin Denki Tetsudō die Anamori-Linie (穴守線, Anamori-sen) zwischen den Bahnhöfen Keikyū Kamata und Anamori-inari. Die von der Keikyū-Hauptlinie abzweigende eingleisige Strecke war normalspurig und mit 600 V Gleichspannung elektrifiziert. Sie diente anfangs hauptsächlich zur Beförderung von Pilgern zum Anamori Inari-jinja, einem bedeutenden Shintō-Schrein. Am Bahnhof Anamori-inari nutzten die Züge für Fahrtrichtungswechsel eine Wendeschleife. Die Keihin Denki Tetsudō nahm am 1. März 1904 eine Umspurung auf die „schottische Spur“ (1372 mm) vor – gleich wie bei der Hauptlinie, da auf dieser nun Züge zum Streckennetz der Straßenbahn Tokio durchgebunden wurden. 1906 stellte die Keihin Denki Tetsudō die Direktverbindungen zur Hauptlinie ein und installierte auch am Bahnhof Keikyū Kamata eine Wendeschleife. Später baute sie die Anamori-Linie aus, sodass ab 31. März 1910 ein zweites Gleis zur Verfügung stand. Am 31. Dezember 1913 eröffnete sie eine Verlängerung von 0,8 km Länge zum Bahnhof Anamori.
Um die Linie rentabler zu machen, förderte die Keihin Denki Tetsudō um 1910 den Ausflugstourismus mit dem Bau von Sportanlagen. Beim Streckenende entstanden ein Baseballstadion, Tennisplätze, ein Schwimmbad, ein Vergnügungspark, eine Radrennbahn und ein Strandrestaurant. Am 1. April 1923 wurde die Wendeschleife in Kamata entfernt und im September 1929 vor der Pferderennbahn Kawasaki eine temporäre Haltestelle eingerichtet. Im August 1931 nahm der Flugplatz Haneda auf einer durch Landgewinnung entstandenen Fläche seinen Betrieb auf. Sein kleiner Terminal lag am westlichen Rand des heutigen Flughafengeländes, etwa einen halben Kilometer nördlich des Bahnhofs Anamori. Am 1. April 1933 machte die Keihin Denki Tetsudō die Umspurung ihres Streckennetzes rückgängig, seither sind alle Strecken wieder normalspurig. Bedingt durch die rasche Expansion zu einem Flughafen mussten die Sport- und Freizeiteinrichtungen im Jahr 1938 abgerissen werden.
Am 1. Mai 1942 ging die Keihin Denki Tetsudō zusammen mit der Odakyū Dentetsu und der Tōkyū Dentetsu im Daitōkyū-Konglomerat auf, am 31. Mai 1944 auch die Keiō Dentetsu. Wenige Wochen nach dem Ende des Pazifikkriegs requirierte die US Army am 27. September 1945 die Strecke. Sie ließ eines der beiden Gleise entfernen, um ein Gleis in Kapspurweite (1067 mm) zu verlegen, damit dampfbetriebene Güterzüge von und zum Flughafen verkehren konnten. Die Daitōkyū-Aktionäre beschlossen am 26. November 1947 an einer außerordentlichen Versammlung, das finanziell angeschlagene Konglomerat durch Ausgründungen aufzulösen. Am 1. Juni 1948 nahm die Keihin Denki Tetsudō ihre Geschäftstätigkeit unter dem neuen Namen Keihin Kyūkō Dentetsu (abgekürzt Keikyū) wieder auf. Zuvor war am 25. Dezember 1947 die Fahrdrahtspannung von 600 V auf 1500 V erhöht worden. Die Besatzungstruppen gaben die Strecke, die wieder ein zweites Normalspurgleis erhalten hatte, am 1. November 1952 an die Bahngesellschaft zurück.

### Ausbau zum Flughafenzubringer
Seit der Requisition verkehrten die Züge lediglich zwischen Keikyū Kamata und Anamori-inari. Am 20. April 1956 reaktivierte die Keikyū einen Teil des ungenutzten Streckenabschnitts, als sie den Flughafenbahnhof Haneda-kūkō in Betrieb nahm (etwa 200 m vom heutigen Bahnhof Tenkūbashi entfernt). Die restliche Strecke nach Anamori blieb weiterhin außer Betrieb, wurde aber erst am 24. Januar 1971 formell stillgelegt. Am 1. November 1963 erhielt die Anamori-Linie ihre heutige Bezeichnung. Für den Zubringerverkehr zum Flughafen Tokio-Haneda blieb sie aus mehreren Gründen von untergeordneter Bedeutung: Die Zugfolge und die Kapazität waren eingeschränkt, die Keikyū bot keine direkten Verbindungen ins Zentrum Tokios an und die 1964 eröffnete Tōkyō Monorail nach Hamamatsuchō war deutlich attraktiver, da ihre Stationen näher an den Terminals lagen und keinen zusätzlichen Bustransfer erforderten.
Als 1984 die Bauarbeiten an der Flughafenerweiterung begannen, war absehbar, dass die Einschienenbahn allein nicht ausreichen würde, um den prognostizierten Anstieg der Fahrgastzahlen bewältigen zu können. Die Keikyū ersuchte daher bei der Regierung mit Erfolg um die Genehmigung, ihre Strecke näher an die Terminals heranführen zu dürfen. Am 16. Januar 1991 legte sie zunächst den Bahnhof Haneda-kūkō still. An dessen Stelle trat der am 1. April 1993 eröffnete Tunnelbahnhof Tenkūbashi. Zuvor waren die Bahnsteige der bestehenden Bahnhöfe verlängert worden, sodass am selben Tag auch der durchgehende Verkehr nach Shinagawa und zur Asakusa-Linie aufgenommen werden konnte. Der Bahnhof Ōtorii wurde am 23. November 1997 in einen Tunnel verlegt. Schließlich bedienten die Züge ab 18. November 1998 den unterirdischen Flughafenbahnhof Haneda Airport Terminal 1·2. Die Keikyū führte gleichzeitig Flughafenschnellzüge ein und hob die Höchstgeschwindigkeit von 60 auf 90 km/h an (am 25. Dezember 2003 auf 110 km/h). Im Rahmen eines weiteren Flughafenausbaus kam am 21. Oktober 2010 der Bahnhof Haneda Airport Terminal 3 hinzu.

## Liste der Bahnhöfe

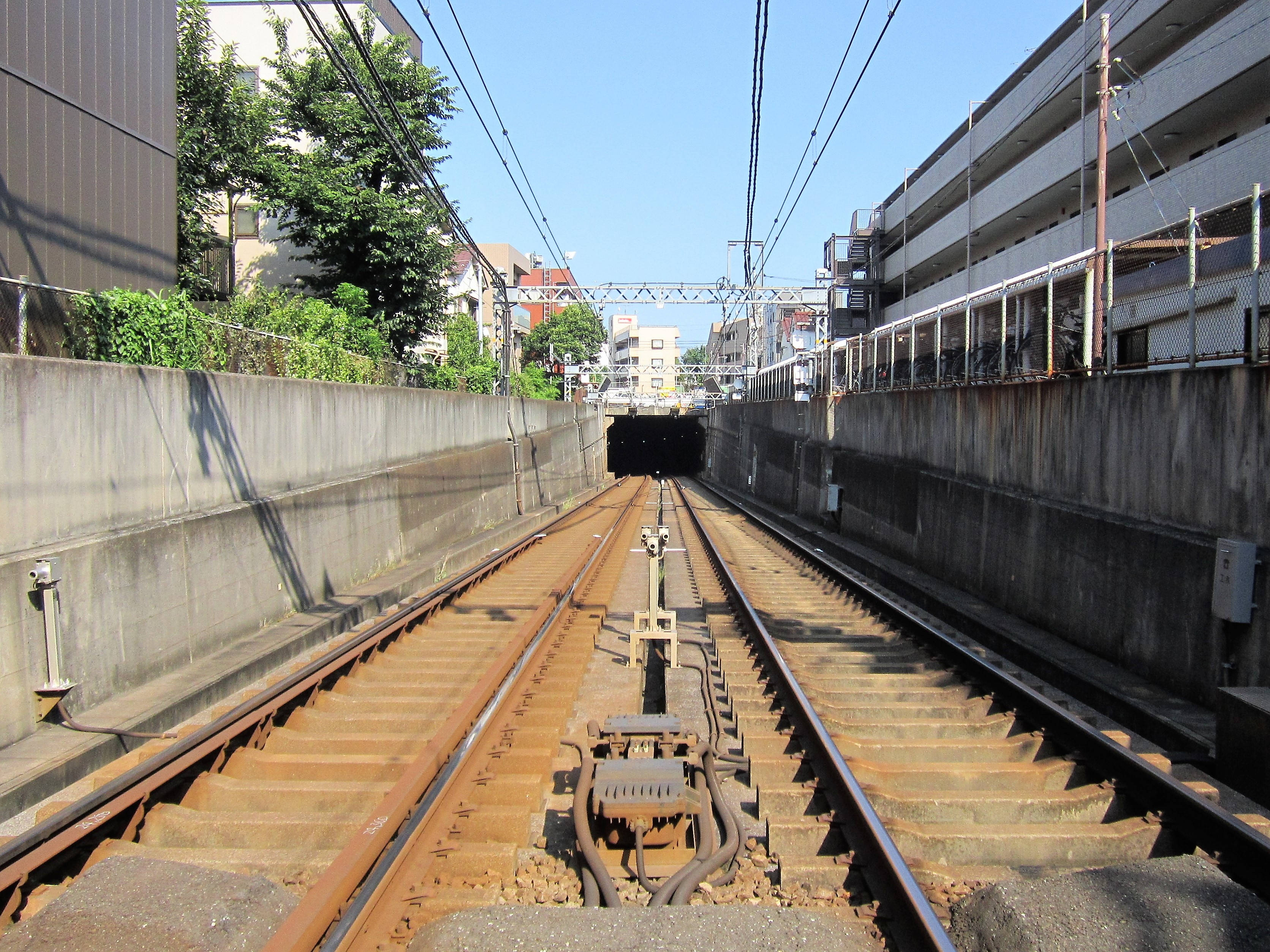
Einfahrt in den Flughafentunnel bei Tenkūbashi

AE = Airport Express; AL = Airport Limited Express
| Name | Name                                                   | km  | AE | AL | Anschlusslinien   | Lage   | Ort        |
| ---- | ------------------------------------------------------ | --- | -- | -- | ----------------- | ------ | ---------- |
| KK11 | Keikyū Kamata (京急蒲田)                               | 0,0 | ●  | ǀ  | Keikyū-Hauptlinie | Koord. | Ōta, Tokio |
| KK12 | Kōjiya (糀谷)                                          | 0,9 | ǀ  | ǀ  |                   | Koord. | Ōta, Tokio |
| KK13 | Ōtorii (大鳥居)                                        | 1,9 | ǀ  | ǀ  |                   | Koord. | Ōta, Tokio |
| KK14 | Anamori-inari (穴守稲荷)                               | 2,6 | ǀ  | ǀ  |                   | Koord. | Ōta, Tokio |
| KK15 | Tenkūbashi (天空橋)                                    | 3,3 | ǀ  | ǀ  | Tōkyō Monorail    | Koord. | Ōta, Tokio |
| KK16 | Haneda Airport Terminal 3 (羽田空港第1・第2ターミナル) | 4,5 | ●  | ●  | Tōkyō Monorail    | Koord. | Ōta, Tokio |
| KK17 | Haneda Airport Terminal 1·2 (羽田空港第3ターミナル)    | 6,5 | ●  | ●  | Tōkyō Monorail    | Koord. | Ōta, Tokio |